# Euphorbia estevesii
Euphorbia estevesii ist eine Pflanzenart aus der Gattung Wolfsmilch (Euphorbia) in der Familie der Wolfsmilchgewächse (Euphorbiaceae).

## Beschreibung
Die sukkulente Euphorbia estevesii bildet Sträucher aus, die sich zum größten Teil von der Basis aus verzweigen und eine Höhe von bis zu 1,2 Meter erreichen können. Die aufrechten und zylindrischen Triebe sind mit einer dichten Wachsschicht überzogen und werden 5 bis 11 Millimeter dick. Sie sind in 5 bis 10 Zentimeter lange Segmente gegliedert. Die eiförmigen Blätter stehen an den Triebspitzen und sind zurückgeschlagen. Sie werden bis 42 Millimeter lang und 12 Millimeter breit. Der Blattstiel ist etwa 1 Millimeter lang und die Blätter sind vergänglich. Die Nebenblätter werden bis 0,9 Millimeter lang. 
Es nahezu sitzende Cymen ausgebildet, die in achselständigen Büscheln stehen. Die Tragblätter sind deltoid geformt und werden bis 1,5 Millimeter lang und 1 Millimeter breit. Die Cyathien werden etwa 2,5 Millimeter lang und 3,5 Millimeter breit. Es werden fünf, gelbgrüne Nektardrüsen ausgebildet, die über weiße, blütenblattähnliche Anhängsel verfügen. Diese Anhängsel werden etwa 0,6 Millimeter lang. Die stumpf gelappte Frucht wird etwa 4 Millimeter groß und steht an einem zurückgebogenem, bis 6 Millimeter langen Stiel. Der eiförmige Samen wird bis 2 Millimeter lang und 1,8 Millimeter breit. Er besitzt eine glatte Oberfläche.

## Verbreitung und Systematik
Euphorbia estevesii ist in Zentral-Brasilien auf Kalkfelsen verbreitet.
Die Erstbeschreibung der Art erfolgte 2000 durch Norbert F. A. Zimmermann und Pierre Josef Braun.